# Japón en los Juegos Paralímpicos de Heidelberg 1972
Japón estuvo representado en los Juegos Paralímpicos de Heidelberg 1972 por un total de 28 deportistas, 23 hombres y cinco mujeres.

## Medallistas
El equipo paralímpico japonés obtuvo las siguientes medallas:
| Nombre         | Deporte       | Evento                                       |
| -------------- | ------------- | -------------------------------------------- |
| Oro            |               |                                              |
| Kawakami       | Atletismo     | Jabalina de precisión clase abierta femenino |
| Yamahata       | Atletismo     | Eslalon 2 femenino                           |
| Tanaka         | Atletismo     | Eslalon 5 femenino                           |
| Sakamoto       | Atletismo     | Eslalon 5 masculino                          |
| Plata          |               |                                              |
| Kawakami       | Atletismo     | Eslalon 4 femenino                           |
| Tetsuya Matuso | Atletismo     | Eslalon 4 masculino                          |
| Hideshi Oba    | Atletismo     | Eslalon 5 masculino                          |
| Ohashi         | Atletismo     | 60 m silla de ruedas 1B masculino            |
| Nakamura       | Tiro con arco | Ronda St. Nicholas paraplejia masculino      |
| Bronce         |               |                                              |
| Fujikawa       | Atletismo     | Eslalon 4 masculino                          |
| Yamahata       | Tiro con arco | Ronda St. Nicholas paraplejia femenino       |
| Ohashi         | Tiro con arco | Ronda St. Nicholas tetraplejia masculino     |